# Solange Knowles
Solange Piaget Knowles (Houston, Texas, 24 juni 1986), vooral bekend onder haar artiestennaam Solange, is een Amerikaans singer-songwriter, producer en actrice. Solange is de jongere zus van de beroemde r&b-zangeres Beyoncé en dochter van modeontwerpster Tina Knowles en manager Mathew Knowles. In 2004 beviel ze op achttienjarige leeftijd van een zoon.

## Discografie
- Op 21 januari 2003 kwam in Europa haar eerste album uit, die een maand eerder al in Japan was verschenen: Solo Star. Het album behaalde de 49e plek in de Amerikaanse albumhitlijst. In de Filipijnen werd het album drie keer platina, en in Maleisië één keer.
- Op 26 augustus 2008 verscheen haar tweede album, Sol-Angel and the Hadley St. Dreams. Ondanks veel promotie en liveoptredens sloeg het album niet echt aan. Ook de singles I Decided, Sandcastle Disco en T.O.N.Y. (The Other Night whY) deden het niet goed in de hitlijsten.
- Op 30 september 2016 kwam haar derde album wereldwijd uit, A Seat at the Table.

## Tournee
In 2009 ging ze mee met de Europese tournee I Am... van zus Beyoncé. Ze deed ook Nederland aan: op 2 mei zong ze op de afterparty van Beyoncé in Marcanti en op 19 mei gaf ze een eigen optreden in de Melkweg. Dit was niet de eerste keer dat Solange in Nederland optrad. In 2008 stond ze al in het voorprogramma van Alicia Keys en in 2002 opende ze voor Destiny's Child, beide in Ahoy' Rotterdam.

## Singles
| Jaar      | Titel                                  | Hoogste positie | Hoogste positie | Hoogste positie | Hoogste positie | Hoogste positie | Hoogste positie | Hoogste positie | Hoogste positie | Album                               |
| Jaar      | Titel                                  | U.S.            | US R&B          | US Dance        | US AC           | UK              | IRL             | FRA             | JP              | Album                               |
| --------- | -------------------------------------- | --------------- | --------------- | --------------- | --------------- | --------------- | --------------- | --------------- | --------------- | ----------------------------------- |
| 2002/2003 | "Feelin' You (Part II)" (met N.O.R.E.) | —               | 75              | 2               | —               | —               | —               | —               | —               | Solo Star                           |
| 2002/2003 | "Crush"                                | —               | —               | —               | —               | —               | —               | —               | —               | Solo Star                           |
| 2008      | "I Decided"                            | —               | 45              | 1               | 30              | 27              | 49              | 28              | 79              | Sol-Angel and the Hadley St. Dreams |
| 2008      | "Sandcastle Disco"                     | —               | —               | 1               | —               | 149             | —               | —               | —               | Sol-Angel and the Hadley St. Dreams |
| 2009      | "T.O.N.Y."                             | —               | 62              | 1               | —               | —               | —               | —               | —               | Sol-Angel and the Hadley St. Dreams |

## Filmografie
- Bring It On: All or Nothing (2006) – Camille
- Johnson Family Vacation  - (2004) - Nikki Johnson